# Mutasiva
Mutasiva est l'un des premiers rois du royaume d'Anuradhapura, dans l'actuel Sri Lanka.

## Biographie
Fils du 1er roi d'Anuradhapura Pandukabhaya, Mutasiva a eu neuf fils, dont plusieurs seront ses successeurs, tels Devanampiya Tissa, Uttiya, Mahasiva et Asela.
Le roi a gouverné pendant soixante ans sans guerre, ce qui fut l'une des plus longues ères de paix ininterrompues du pays.
Il est le créateur des jardins Mahamevnāwa (en) à Anuradhapura. C'est le seul héritage historique de son règne.

### Source historique
- Mahavamsa, récits en pali de l'histoire du Sri Lanka entre 543 av. J.-C. à 302.